# Walter Nehm
Walter Nehm (* 1. Juli 1884 in Rüdesheim; † 10. August 1958 in Emden) war ein deutscher Bergingenieur und Hochschullehrer an der Bergakademie Clausthal und an der TH Aachen.

## Leben
Nehm studierte in Bonn, Aachen und Clausthal und legte 1908 das Examen als Markscheider ab. Dann wirkte er als Assistent in Aachen, arbeitete in privaten Gruben und lehrte an der Landwirtschaftlichen Hochschule in Bonn-Poppelsdorf als Privatdozent. Von 1915 bis 1919 diente er als Soldat. 1930 wurde er als Ordinarius nach Clausthal berufen und dort 1935/36 zum Hochschulrektor gewählt. Zum 1. April 1936 wechselte er zur TH Aachen, wo er bis 1946 Ordinarius für Markscheidewesen und Bergschadenkunde war und am 1. Januar 1947 emeritiert wurde.
Als einziger Professor der Bergakademie Clausthal wagte es Nehm nach der Machtergreifung im Januar 1933, Kritik am Naziregime zu üben und widersetzte sich in einem Fall dem Willen des NS-Dozentenbundführeres Grothe. Dennoch trat er zum 1. Mai 1933 in die NSDAP ein (Mitgliedsnummer 3.185.522) und unterzeichnete im November 1933 das Bekenntnis der deutschen Professoren zu Adolf Hitler. Nehm war Experte für Bergschäden und Lagerstättenkunde, besonders der Steinkohle.

## Schriften
- Die Entwicklung des Markscheidewesens auf dem Harz bis zum 30jährigen Krieg; Rede, gehalten auf der Jahresfeier der Bergakademie Clausthal am 30. Juni 1934
- Materialien zur Geschichte des sächsischen Markscheidewesens, 1951/52